# Phường 2, Tân Bình
Phường 2 là một phường thuộc quận Tân Bình, Thành phố Hồ Chí Minh, Việt Nam.
Phường 2 có diện tích 2,00 km², dân số năm 2021 là 34.481 người,  mật độ dân số đạt 17.240 người/km².